# Mecomischus
Mecomischus, rod glavočika, dio podtribusa Santolininae. Postoji dvije priznate vrste jednogodišnjeg bilja ili trajnica iz Sjeverne Afrike (Maroko i Alžir).
Rod je opisan 1873.

## Vrste
1. Mecomischus halimifolius Hochr.
2. Mecomischus pedunculatus (Coss. & Durieu) Oberpr. & Greuter